# Mångrav
Mångrav är en by i Multrå socken, Sollefteå kommun. Namnet lär komma av att byn genomkorsas av flera bäckraviner som leder ner till Ångermanälven.